# سوبر ديلفن
سوبر ديلفن ، من مواليد 22 سبتمبر 1967م واسمه الحقيقي هيروتو واكيتا (باليابانية: 脇田 洋人) ، وهو رجل مصارع محترف، يلقب نفسه بسوبر ديلفن ويشارك في البطولات المحلية اليابانية للمصارعة الحرة.